# شاهین ایزدیار
شاهین ایزدیار (زاده ۲۲ شهریور ۱۳۷۲) عضو تیم‌ملی شنای معلولان ایران است که توانست در بازی‌های پاراآسیایی جاکارتا شش مدال طلا و یک نقره کسب کند. شاهین ایزدیار تاکنون اولین و تنها فردیست که توانسته نماینده ایران در مسابقات پارالمپیک در رشته شنا باشد و به فینال این مسابقات راه پیدا کند.
وی توانست ۶ طلا و یک نقره پارا آسیایی را کسب کند که رکورد تاریخی در ورزش معلولان ایران است شاهین ایزدیار به‌طور مادرزاد دست راستش از مچ قطع است، از ۹ سالگی به شنا مشغول بوده و از ۱۴ سالگی عضو تیم ملی شنا ایران است. وی در کلاس بندی ورزشکاران معلول در کلاس S10 شرکت می‌کند.

## مدال‌ها
1. پارا آسیایی ۲۰۱۰ – ۲ طلا، ۱ نقره، ۳ برنز
2. پارا آسیایی ۲۰۱۴ – ۰ طلا، ۵ نقره، ۱ برنز
3. پارا آسیایی ۲۰۱۸ – ۶ طلا، ۱ نقره، ۰ برنز

- مجموع ۱۹ مدال: ۸ طلا، ۷ نقره، ۴ برنز [۵]